# Malacopteron palawanense
Malacopteron palawanense е вид птица от семейство Pellorneidae. Видът е почти застрашен от изчезване.

## Разпространение
Видът е разпространен във Филипините.